# Drew McIntyre
Andrew McLean Galloway IV (* 6. Juni 1985 in Ayr, Schottland), besser bekannt unter seinem Ringnamen Drew McIntyre, ist ein schottischer Wrestler der zurzeit bei der WWE unter Vertrag steht und beim Raw-Roster auftritt. Sein bisher größter Erfolg ist der zweimalige Erhalt der WWE Championship und der Erhalt der World Heavyweight Championship.

## Frühe Jahre
Galloway wuchs in Prestwick auf, wo er an der Prestwick Academy zur Schule ging. Er dachte daran, ein Fußballspieler zu werden, als er jünger war. Er spielte für den Jugendclub Prestwick Boys, bevor er sich auf das Wrestling konzentrierte. Im Alter von 15 Jahren begann er mit dem Wrestling Training. Seine Eltern erklärten sich bereit, ihn zu unterstützen, solange er sich auch auf sein Studium fokussiert. Er stimmte zu und erlangte an der Glasgow Caledonian University seinen Master-Abschluss in Kriminologie.

## Wrestling-Karriere

### Anfänge
Drew Galloway kämpfte vorwiegend in Großbritannien. Er fing am 20. Februar 2003 bei British Championship Wrestling an. Parallel zu BCW trat er noch bei vielen anderen Ligen (z. B. International Pro Wrestling United Kingdom, Irish Whip Wrestling oder All Star Wrestling). Bei Irish Whip Wrestling traf er auf Sheamus. Er war zweimal BCW Heavyweight Champion, einmal ICW Heavyweight Champion und einmal IWW International Heavyweight Champion.

### World Wrestling Entertainment (2007–2014)
Im April 2007 unterschrieb Galloway einen Vertrag bei World Wrestling Entertainment. Am 26. September 2007 debütierte er bei Ohio Valley Wrestling, einer Entwicklungsliga der WWE. Nachdem die Partnerschaft zwischen der WWE und OVW geendet hatte, trat er ab März 2008 bei Florida Championship Wrestling auf. Dort trat Galloway bis Juli 2009 auf und gewann unter anderem die FCW Florida Heavyweight Championship.
Galloway feierte sein WWE-Debüt am 12. Oktober 2007 bei SmackDown als Drew McInytre mit Dave Taylor als seinen Mentor und besiegte zunächst Zack Ryder und eine Woche später Curt Hawkins. Bereits am Ende des Jahres wechselte er zu RAW, jedoch bestritt Galloway nur ein Match gegen Charlie Haas, ehe er wieder zu OVW und später FCW zurückgeschickt wurde.

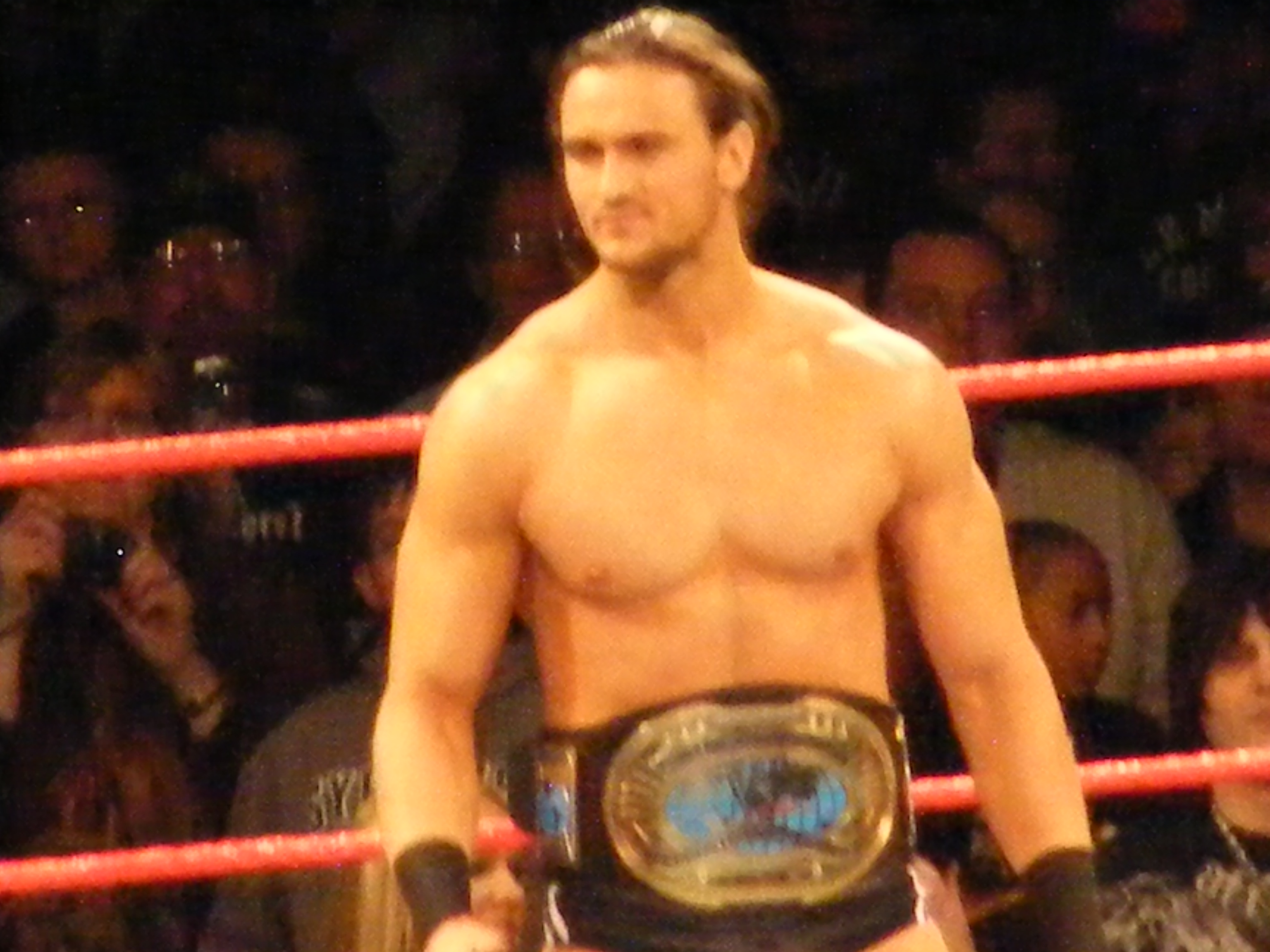
Intercontinental Champion Drew McIntyre (2009)

Im August 2009 kehrte er zu SmackDown zurück und fehdete zunächst gegen R-Truth und wurde vom WWE-Präsidenten Mr. McMahon als The Chosen One bezeichnet. Am 13. Dezember 2009 wurde er bei der Großveranstaltung WWE TLC: Tables, Ladders & Chairs Intercontinental Champion, indem er John Morrison besiegen durfte.
Am 7. Mai 2010 wurde er von Theodore Long, nachdem er Matt Hardy mehrmals attackierte, aus der WWE entlassen. Dadurch wurde auch die Intercontinental Championship für vakant erklärt. Galloway wurde der IC-Titel jedoch wieder zugesprochen, da laut Mr. McMahon Theodore Long diesen zu Unrecht entlassen hatte. Bei der Großveranstaltung Over the Limit musste er seinen Titel endgültig an Kofi Kingston abtreten. Bei der Großveranstaltung Night of Champions im gleichen Jahr durfte er die WWE Tag Team Championship zusammen mit „Dashing“ Cody Rhodes gewinnen. Am 24. Oktober 2010 mussten sie bei Bragging Rights die Titel an The Nexus (David Otunga und John Cena) abgeben.
Beim WWE Draft vom 26. April 2011 wechselte er erneut zu Raw, trat aber vor allem bei WWE Superstars auf. Am 27. Dezember 2011, den Aufzeichnungen zu SmackDown, wechselte er zurück zum blauen Brand. Nachdem er lange Zeit gar nicht oder nur sporadisch eingesetzt worden war, trat er ab Oktober 2012 zusammen mit Heath Slater und Jinder Mahal als „3MB“ (Three Man Band) auf. Am 12. Juni 2014 wurde Galloway von der WWE entlassen.

### Independent-Ligen (2014–2017)
Am 8. August 2014 besiegte er bei EVOLVE Chris Hero und gewann die EVOLVE Championship. Am 28. März 2015 besiegte er Johnny Gargano und gewann die Open The Freedom Gate Championship. Am 10. Juli 2015 verlor er gegen Timothy Thatcher und musste seine beiden Titel an ihn abgeben. Am 20. März bestritt er ein Match für die australische Promotion Outback Championship Wrestling und gewann die OCW Heavyweight Championship indem er Andy Phoenix besiegte. Den Titel verlor er am 11. September 2015 an Mad Dog McCrea. Am 16. Oktober 2015 gewann er die European Heavyweight Championship. Den Titel musste er nach zwei Tagen abgeben, da es für ihn aufgrund von Terminproblemen unmöglich war den Titel zu verteidigen. Am 20. Dezember 2014 trat er für die dänische Promotion Dansk Pro Wrestling auf und gewann den DPW Heavyweight Championship von Michael Fynne. Den Titel musste er am 18. Oktober 2015 wieder abgeben, da er wegen Terminproblemen den Titel nicht verteidigen konnte. Am 2. November 2014 trat er für die schottische Promotion Insane Championship Wrestling auf und gewann von Jack Jester zum zweiten Mal den ICW World Heavyweight Championship. Den Titel verlor er am 15. November 2015 an Grado. Am 24. April 2015 trat er bei der Promotion Scottish Wrestling Alliance  auf und gewann von Doug Williams die Scottish Heavyweight Championship. Den Titel verlor er am 27. November 2015 an Mark Coffey. Am 24. Januar 2016 trat er wieder bei EVOLVE auf und gewann gemeinsam mit Johnny Gargano die EVOLVE Tag Team Championship nachdem sie ein Turnier gewannen, um die ersten Champions zu werden. Am 2. April 2016 bei den EVOLVE 59 iPPV, verloren er und Johnny Gargano ihre Titel an Drew Gulak und Tracy Williams. Am 16. Juli 2016 gewann er mit DUSTIN von Drew Gulak und Tracy Williams die EVOLVE Tag Team Championship. Die Titel verloren sie am 13. November 2016 an Catch Point (Fred Yehi und Tracy Williams). Am 30. November 2016 trat Galloway bei der englischen Wrestlingliga WhatCulture Pro Wrestling auf und gewann von Joseph Conners die WCPW World Championship.

### Total Nonstop Action Wrestling (2015–2017)

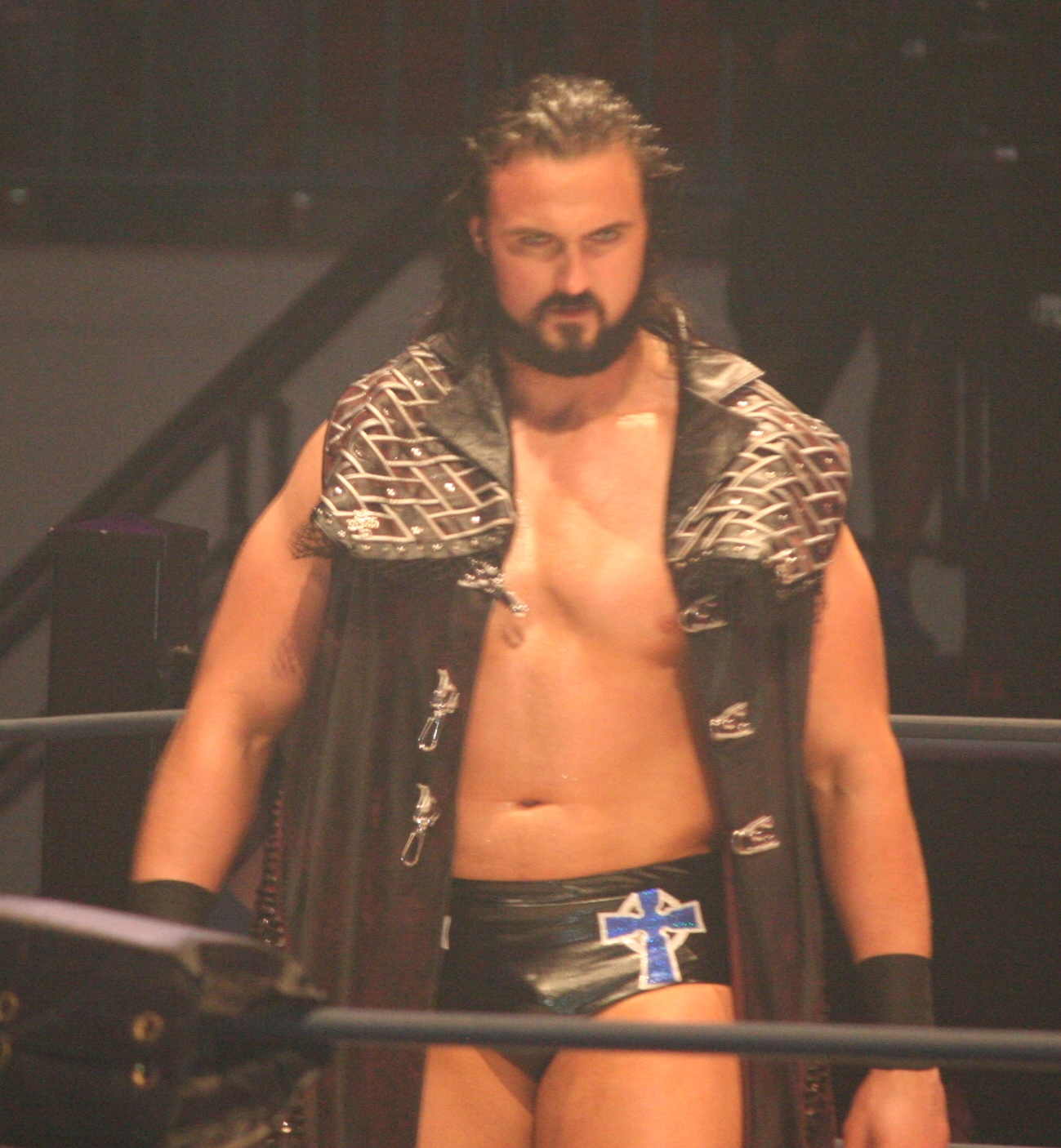
Drew Galloway bei Impact Wrestling (2015)

Ab Januar 2015 trat er für Total Nonstop Action Wrestling auf. Gemeinsam mit Eli Drake und Micah bildete er das Stable The Rising. Am 15. März 2016 löste er als erster Wrestler erfolgreich seinen Feast-or-Fired-Koffer ein und gewann zum ersten Mal die TNA World Heavyweight Championship von Matt Hardy. Den Titel verlor er am 12. Juni 2016 an Lashley.
Danach begann er eine Fehde gegen Ethan Carter III. Am 25. August 2016 verlor er ein Match, um den neuen Herausforderer für den TNA World Heavyweight Champion Lashley zu bestimmen, gegen Ethan Carter III. Nach dem Match attackierte er den Special-Guest-Referee Aron Rex, womit er eine Fehde gegen diesen begann. Die beiden nahmen am Turnier, um den ersten Impact Grand Champion zu bestimmen, teil. In der ersten Runde eliminierte er Braxton Sutter und im Halbfinale Eddie Edwards. Da er sich nach dem Halbfinalsieg verletzte, konnte er im Finale nicht gegen Aron Rex antreten. Die Fehde wurde nicht weitergeführt. Bei der Impact Wrestling-Ausgabe vom 19 Januar, die am 7. Januar aufgezeichnet wurde, feierte er seine Rückkehr und gewann sogleich von Moose die Impact Grand Championship. Bei der Impact Wrestling-Ausgabe vom 2. März 2017, die am 12. Januar 2017 aufgezeichnet wurde, verlor er seinen Titel wieder an Moose.
Am 26. Februar 2017 gab Galloway über Twitter bekannt, dass er seinen Vertrag nicht verlängert und TNA verlassen hat.

### Rückkehr zur WWE (seit 2017)
Am 1. April 2017 gab Galloway nach dem NXT-PPV NXT TakeOver: Orlando in einem Interview bekannt, dass er einen neuen Vertrag bei WWE unterzeichnet hat und fortan bei NXT unter seinem alten Ringnamen Drew McIntyre antreten wird. Am 16. April 2018 wechselte er zu Raw. Am 3. September 2018 gewann Galloway mit seinem damaligen Partner Dolph Ziggler die Raw Tag Team Championship von The B-Team Bo Dallas und Curtis Axel. Diese Regentschaft hielt 49 Tage an, sie verloren dann die Titel am 22. Oktober 2018 bei einer Raw Ausgabe gegen The Shield Seth Rollins und Dean Ambrose. Seither bestreitet er Singles Matches.
Am 26. Januar 2020 durfte er beim Royal Rumble das Royal Rumble Match gewinnen. Am 5. April 2020 gewann er bei WrestleMania 36 den WWE Championship von Brock Lesnar. Die Regentschaft hielt 203 Tage und verlor den Titel, schlussendlich am 25. Oktober 2020 an Randy Orton. Am 16. November 2020 gewann er erneut den WWE Championship von Randy Orton. Die Regentschaft hielt 97 Tage und verlor den Titel, schlussendlich am 21. Februar 2021 an The Miz, nachdem dieser seinen Money in the Bank Contract einlöste.
Nach dem Titelverlust begann er eine Fehde gegen Sheamus. Am 21. März 2021 bestritt er ein No-Holds-Barred-Match gegen ihn, dieses konnte er gewinnen. Am 1. Oktober 2021 wurde er beim WWE Draft zu SmackDown gedraftet. Am 5. August 2022 wurde er von Karrion Kross attackiert. Dies führte zu einer Fehde zwischen beiden, welche in diversen Matches ausgetragen wurde. Am 5. November 2022 bestritt er bei Crown Jewel (2022) ein Steel-Cage-Match gegen Kross, dieses Match gewann er. Am 28. April 2023 wurde er zu Raw gedraftet. Danach turnte er Heel und nahm schließlich bei der Survivor Series 2023 an einem War Games Match mit The Judgement Day gegen Cody Rhodes, Sami Zayn, Jey Uso, Seth Rollins und dem zurückgekehrten Randy Orton teil, welches sein Team jedoch verlor. Danach fehdete er mehrfach gegen den zu dem Zeitpunkt amtierenden World Heavyweight Champion Seth Rollins, konnte jedoch sowohl ein Match bei Crown Jewel als auch eins bei RAW nicht für sich entscheiden. Bem dritten Match der beiden, welches bei WrestleMania XL stattfand, gewann er den Titel von Rollins und wurde 3-facher World Champion. Er verlor den Titel jedoch nur wenige Minuten später gegen Damian Priest, der seinen Money in the Bank Koffer einlöste. Bei Money in the Bank 2024 gewann er das Money in the Bank Ladder Match und löste den Koffer noch am selben Abend gegen Seth Rollins und Damian Priest ein, jedoch sorgte CM Punk, mit jenem er sich ebenfalls in einer Rivalität befindet, für Damian Priests Titelverteidung. Bei Clash at the Castle bestritt er ein weiteres Match um den World Heavyweight Championship, jedoch griff CM Punk erneut in das Match ein, weil Mcintyre diesen bei SmackDown zuvor schwer attackierte, dies sorgte erneut für die erfolgreiche Verteidigung für Priest. Daraufhin trat er gegen CM Punk beim SummerSlam an, mit Rollins als Gastringrichter, und gewann dieses Match schließlich. Das Strap-Match bei Bash in Berlin verlor er gegen CM Punk. Abschluss der Fehde bildete ein brutales Hell in a Cell-Match bei Bad Blood, welches für viele Kritiker das beste WWE-Match des Jahres war.
Bei WrestleMania 41 feierte er einen dominanten Erfolg gegen Damien Priest in einem Sin City Streetfight. In einem brutalen Fatal Four-Match bei Backlash um den US Championtitel gegen LA Knight, Damien Priest und Champion Jacob Fatu konnte Galloway den Titel nicht erringen.  
Beim Summerslam 2025 teamte er mit Logan Paul und kämpfte gegen Randy Orton und Jelly Roll. Dieses Match konnten Calloway und Paul für sich entscheiden.   

## Privatleben
Galloway verlobte sich im Juli 2009 mit der Wrestlerin Taryn Terrell und sie heirateten im Mai 2010 in Las Vegas, im Mai 2011 ließen sie sich wieder scheiden. Galloway heiratete Kaitlyn Frohnapfel am 10. Dezember 2016.

## Titel und Auszeichnungen
- British Championship Wrestling
  - BCW Heavyweight Championship (2×)

- Dansk Pro Wrestling
  - DPW Heavyweight Championship (1×)

- EVOLVE Wrestling
  - EVOLVE Championship (1×)
  - EVOLVE Tag Team Championship (2×) – mit Johnny Gargano (1), Dustin (1)
  - Open The Freedom Gate Championship (1×)

- Florida Championship Wrestling
  - FCW Florida Heavyweight Championship (1×)
  - FCW Florida Tag Team Championship (1×) – mit Stu Sanders

- Insane Championship Wrestling
  - ICW Hall of Fame (2018)
  - ICW Heavyweight Championship (2×)
  - ICW Award for Moment of the Year (2014) – Surprise return at Shug's Hoose Party

- Irish Whip Wrestling
  - IWW International Heavyweight Championship (1×)

- Outback Championship Wrestling
  - OCW Heavyweight Championship (1×)

- Preston City Wrestling
  - There Can Be Only One Gauntlet (2016)

- Scottish Wrestling Alliance
  - Scottish Heavyweight Championship (1×)

- Total Nonstop Action Wrestling
  - TNA World Heavyweight Championship (1×)
  - Impact Grand Championship (1×)
  - Feast or Fired (2016) – World Heavyweight Championship contract
  - Joker’s Wild (2016)

- Union Of European Wrestling Alliances
  - European Heavyweight Championship (1×)

- WhatCulture Pro Wrestling
  - WCPW Heavyweight Championship (1×)

- World Wrestling Entertainment
  - World Heavyweight Championship (1×)
  - WWE Championship (2×)
  - WWE Intercontinental Championship (1×)
  - WWE Raw Tag Team Championship (2×) – mit Cody Rhodes (1), Dolph Ziggler (1)
  - NXT Championship (1×)
  - Royal Rumble (2020)
  - Triple Crown
  - Slammy Award (2×)
    - Superstar of the Year (2020)
    - Male Superstar of the Year (2020)